# Bur Pepara
Bur Pepara är ett berg i Indonesien.   Det ligger i provinsen Aceh, i den västra delen av landet, 1 600 km nordväst om huvudstaden Jakarta. Toppen på Bur Pepara är 1 481 meter över havet, eller 124 meter över den omgivande terrängen. Bredden vid basen är 4,1 km.
Terrängen runt Bur Pepara är kuperad åt nordväst, men åt sydost är den bergig. Terrängen runt Bur Pepara sluttar österut.Runt Bur Pepara är det glesbefolkat, med 14 invånare per kvadratkilometer. I omgivningarna runt Bur Pepara växer i huvudsak städsegrön lövskog.